# Neomyrina nivea
Neomyrina nivea är en fjärilsart som beskrevs av Frederick DuCane Godman och Osbert Salvin 1878. Neomyrina nivea ingår i släktet Neomyrina och familjen juvelvingar. IUCN kategoriserar arten globalt som livskraftig. Inga underarter finns listade i Catalogue of Life.

## Bildgalleri

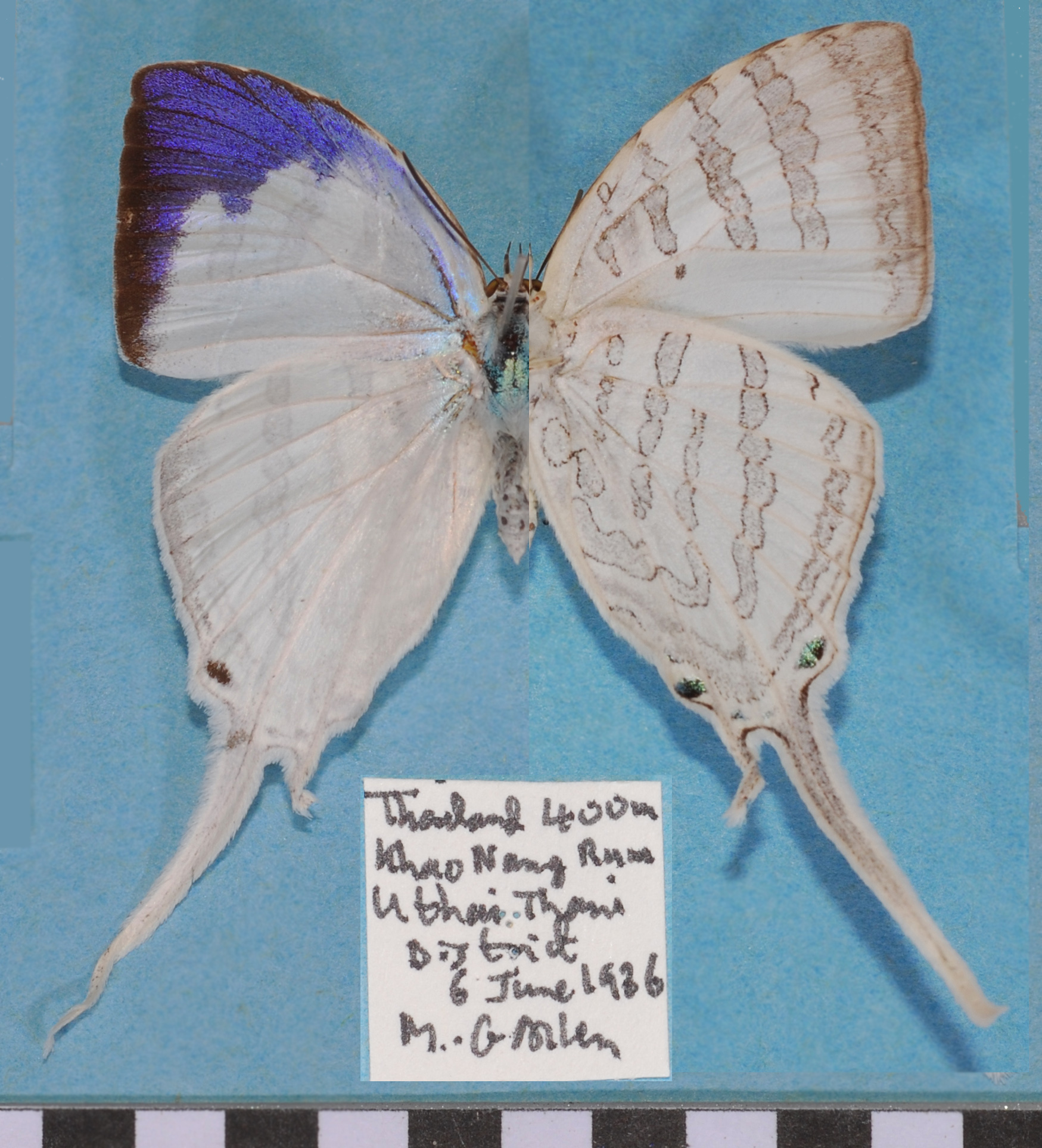